# Vildsiden
Vildsiden är ett textilmaterial som liknar traditionellt siden, men vävs av silke från andra spinnare än den vanliga silkesmasken.
Tussahsiden (ibland stavat tussasiden) är en vanlig benämning på vildsiden.
Silketråd för vildsidenväv kan vara:
- Musselsilke
- Spindelsilke